# PLOS Medicine
PLOS Medicine est une revue scientifique publiée mensuellement par la Public Library of Science depuis le 19 octobre 2004. Elle couvre tous les domaines de la santé humaine, de la médecine et de la biologie.

## Historique
PLOS, une organisation à but non lucratif, diffuse des publications scientifiques selon des termes permettant un accès ouvert. L'ensemble du contenu de PLOS Medicine est publié sous les termes de la licence Creative Commons by-attribution. Pour financer la revue, le modèle économique est de faire payer aux auteurs les frais de publication.
En plus d'articles de recherche, PLOS Medicine publie des lettres électroniques dans lesquelles les lecteurs peuvent apporter leurs commentaires sur les articles. En 2014, le facteur d'impact de PLOS Medicine est de 14,429.